# Agregados de construção civil

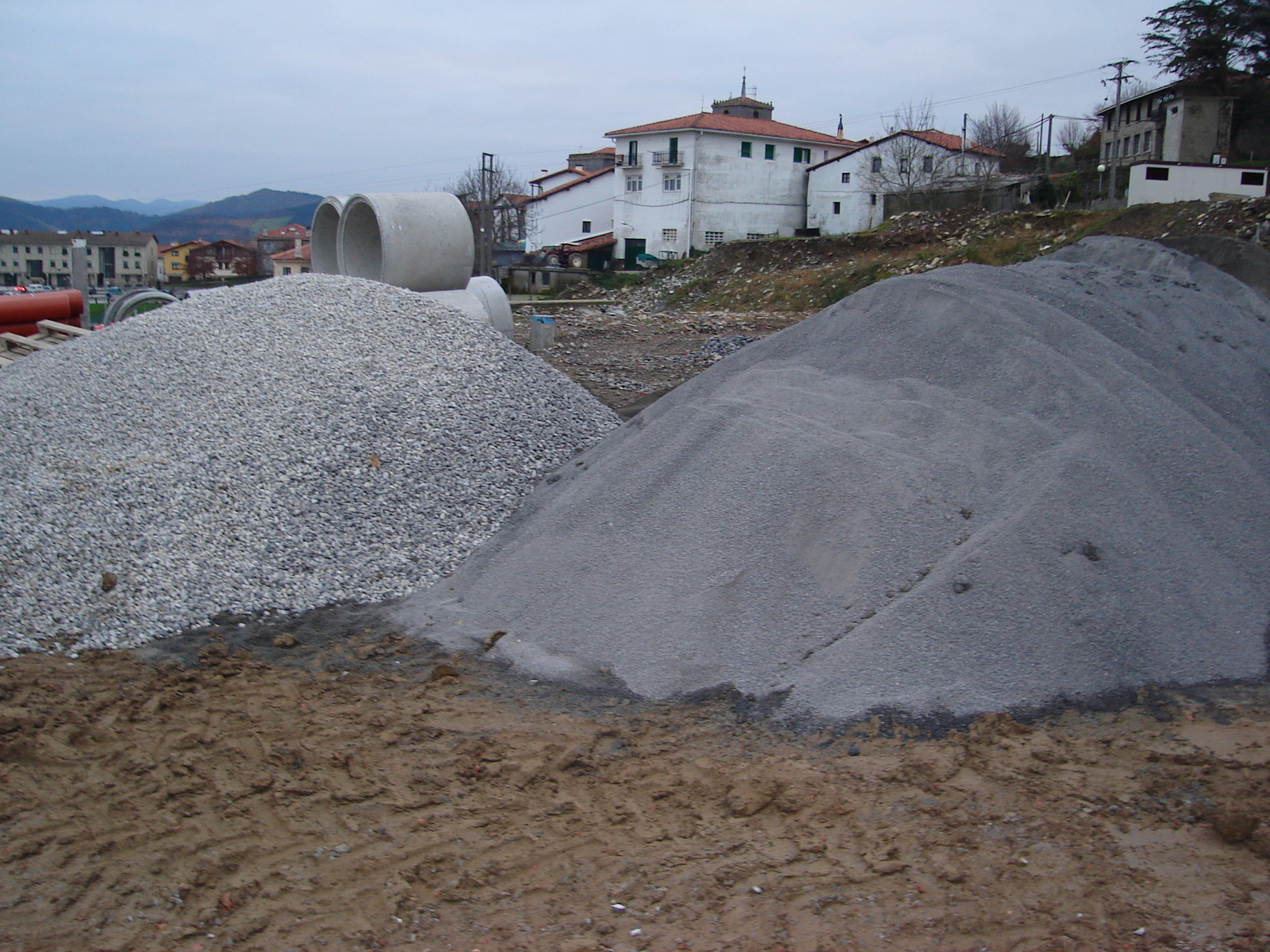
Brita, tipo de agregado graúdo.

Agregados de Construção Civil são materiais com forma e volume aleatórios detentores de dimensões e propriedades adequadas para a elaboração de concreto e argamassa na construção civil. Têm um custo relativamente reduzido, sendo este um dos motivos para a sua utilização. Os agregados com emprego constante na construção civil são a areia e a brita.
A denominação agregado tem substituído o termo inerte, utilizado anteriormente por acreditar-se que esses materiais não tomavam parte nas reações de pega e endurecimento do cimento.
Atualmente, sabe-se que eles podem influenciar nessas transformações, haja vista que têm propriedades influentes nesse caso, dentre as quais absorção, densidade e dureza, apesar dessa reatividade seja praticamente nula.